# Улица Лётчика Замкина
Улица Лётчика Замкина — улица в Ленинском районе города Воронеж. Проходит от Большой Чернавской улицы и после пересечения Большой Манежной улицы заканчивается в квартале жилой застройки.
Протяжённость улицы около 350 м.

## История

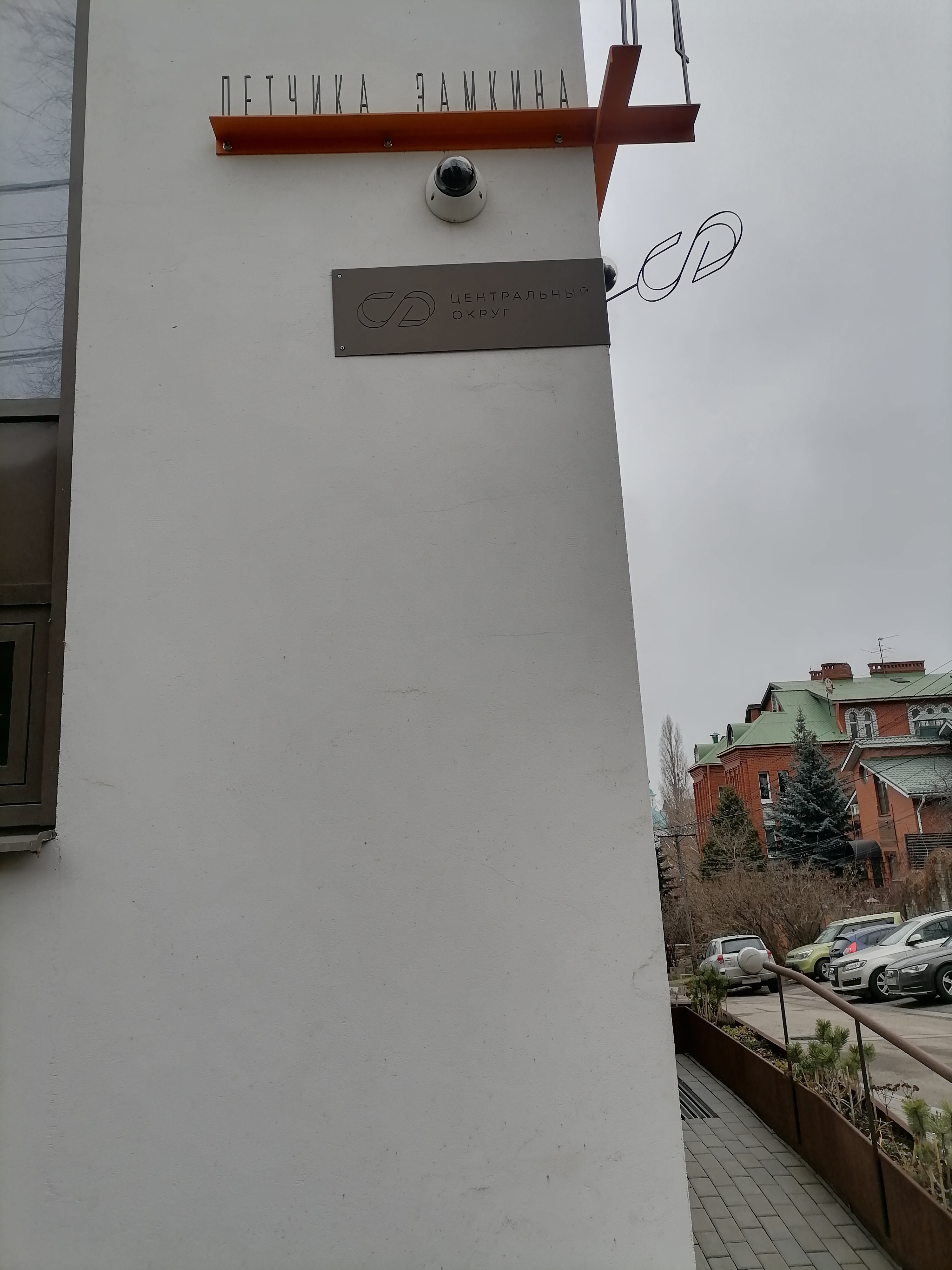

Исторически улица проходила от Петровского сквера, круто спускаясь к реке Воронеж, к Чернавскому логу, вливалась в Большую Чернавскую улицу. Историческое название — Малая Чернавская.
Застраивалась с первой половины XVIII века, сложилась к концу столетия. Отличалась неблагоустроенностью, нижняя часть улицы заливалась дождями, устроенное в начале 1880-х годов мощение булыжником довольно быстро было размыто.
В советское время улица была по-новому спланирована, после Великой Отечественной войны было решено проложить пешеходный бульвар по кромке Правобережья и так обустроить городскую прогулочную зону с живописными видами на левый берег реки Воронеж. В реализацию этих планов в 1953 году был сооружён красивый широкий лестничный марш, соединяющий улицу с Петровским сквером. Однако, проект не был завершён.

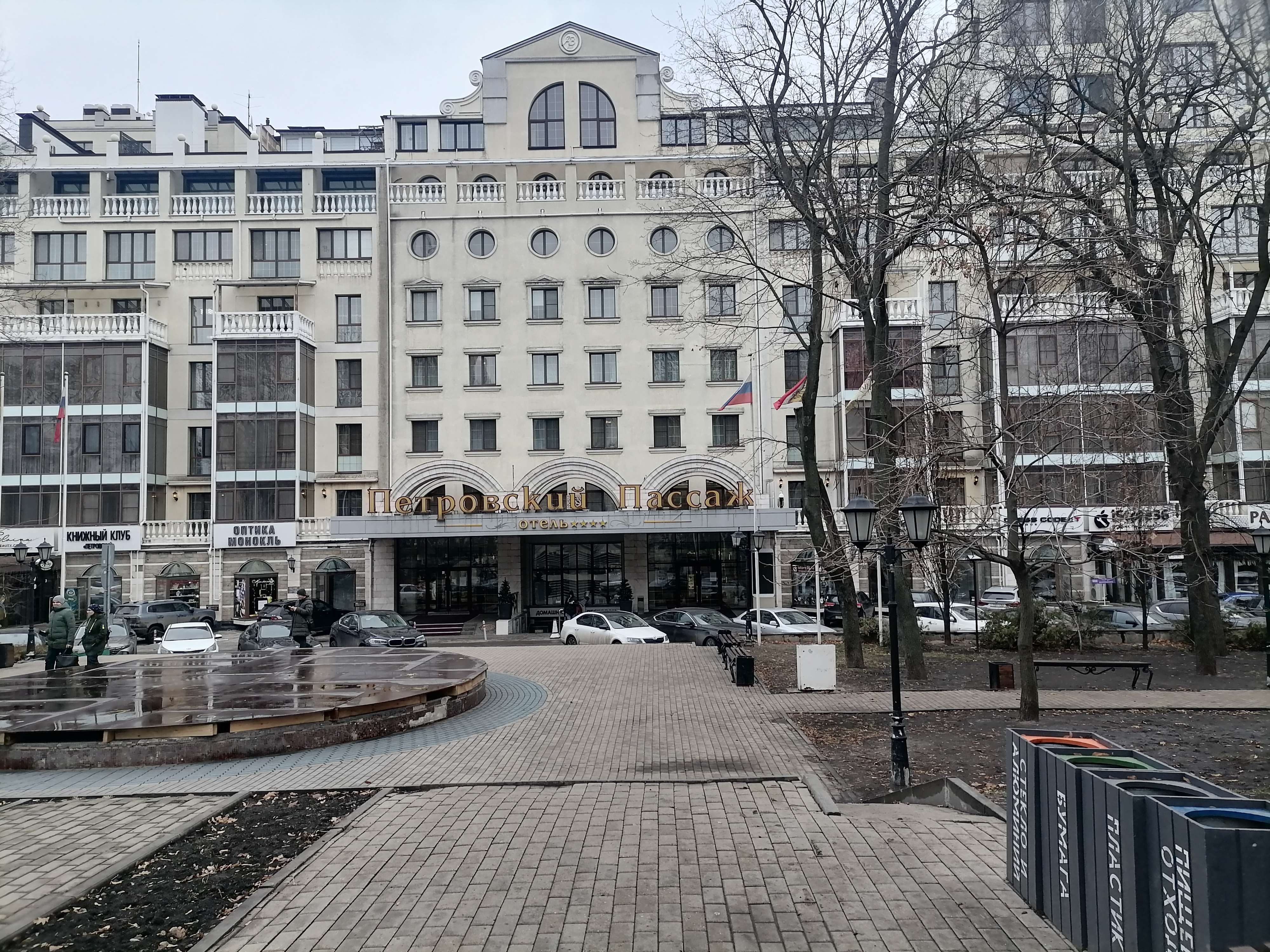
Петровский пассаж

В начале 2000-х годов в районе начала улицы был возведён Петровский пассаж, отгородивший улицу от Петровского сквера.
Современное название, с 1943 года, в память советского военнослужащего-лётчика Замкина (личность точно не идентифицирована), воевавшего в составе 41-го Воронежского штурмового авиационного полка. Замкин погиб в 1942 году в небе над Воронеже. 6 июня 1943 года бюро Воронежского горкома ВКП(б) приняло постановление: «Увековечить память героев-лётчиков Злобина, Демьянова, Щербакова, Замкина, погибших в боях за Воронеж». Имена Злобина, Демьянова, Щербакова тоже получили улицы города.

## Достопримечательности
д. 36 — в 1914 году снимал комнату революционер В. И. Невский, только что освободившийся из тюрьмы.
д. 34 — жил учитель музыки А. И. Зайцев, в гимназические годы В. А. Кораблинов, в будущем замечательный воронежский писатель.
д. 14б — старообрядческая община.